# Alpha Rev
Alpha Rev es una banda Estadounidense de Rock Alternativo de Austin, Texas, liderada por Casey McPherson (anteriormente miembro de Endochine).

## Historia
Casey McPherson comenzó Alpha Rev en 2005 después de la separación de su anterior banda Endochine. Alpha Rev publicó su álbum de debut The Greatest Thing I've Ever Learned el primero de marzo de 2007.  luego de publicar "The Greatest Thing" de manera local, la banda firmó un contrato con Flyer Records. el álbum fue producido por Dwight Baker de Matchbox Studios y los derechos fueron eventualmente comprados por Hollywood Records.
En 2007 las listas de Myspace.com puso a Alpha Rev como la banda independiente #1 en Texas, y la banda independiente #16 a nivel nacional.  Alpha Rev fue elegido por Austin Monthly Magazine como una de las bandas locales con más posibilidades de triunfar en 2008.
En agosto de 2008 Alpha Rev firmó su primer contrato de alto rango con Hollywood Records. Su álbum de debut fue grabado en Avatar Studios en la ciudad de Nueva York. El álbum, de título New Morning fue producido por David Kahne, gestionado por Joe Barresi y mezclado por Michael Brauer.  
En 2010 Alpha Rev domino las listas con New Morning llegando al #3 en la radio, y el vídeo estuvo en la rotación de top 10 de VH1. También fue puesto en la lista "Debes conocer, artistas en ascenso" de VH1.
El 5 de diciembre de 2012, Alpha Rev publicó un vídeo de letra de su próximo sencillo, "Sing Loud".  El 3 de enero de 2013, el sencillo fue puesto en venta en Itunes, y un vídeo completo fue publicado el 11 de marzo de 2013.  Su tercer álbum, Bloom fue publicado el 19 de marzo por Kirtland Records. Alpha Rev logró de nuevo el éxito en la radio con "Sing Loud" alcanzando el #10.

## Miembros actuales
- Casey McPherson (vocalista líder, guitarra, piano)
- Jeff Bryant (piano, órgano, guitarra de acero con pedal, bajo, voces)
- Zak Loy (guitarra, mandolina, lap steel)
- Clint Simmons (batería, voces)
- Alex Dunlap (bajo, voces)
- Brian Batch (violín, voces)

- Datos: Q4735114
- Multimedia: Alpha Rev / Q4735114